# Commercial Bank of Ethiopia Sports Association (féminines)
Maillots
La section féminine du Commercial Bank of Ethiopia Sports Association (en amharique : ባንኮች የስፖርት ክለብ), plus couramment abrégé en CBE SA, est un club éthiopien féminin de football basé à Addis-Abeba, la capitale du pays.

## Histoire
Le club remporte ses deux premiers titres de champion d'Éthiopie en 2014 et 2015.
En 2017, le club s'incline en finale du championnat face au Dedebit FC (2-0). La section masculine est dissoute pour mauvais résultats. La section féminine a un ultimatum : elle doit réussir sa saison pour survivre.
En 2020, après avoir été dominé pendant cinq ans par le Dedebit FC puis Adama City, le club recrute la star éthiopienne Loza Abera, et remporte à nouveau le championnat éthiopien en 2020-2021, et représente donc l'Éthiopie lors de la première édition de la Ligue des champions féminine de la CAF. Emmené par son duo d'attaquantes Loza Abera-Medina Awol, le CBE FC s'incline en finale du tournoi de qualifications de la CECAFA face aux Vihiga Queens du Kenya.
En 2023, l'équipe remporte le championnat pour la troisième fois consécutive.
En 2024, après deux défaites en finale de la Ligue des champions du CECAFA, le club dispute la compétition à domicile. Porté par son attaquante Senaf Wakuma, auteure de six buts dont le seul de la finale (1-0 face aux Kenya Police Bullets), le CBE remporte le tournoi pour la première fois. Le club se qualifie donc pour la phase continentale de la Ligue des champions africaine. Lors de la compétition, il perd ses trois matches de phase de groupes, n'inscrivant qu'un seul but grâce à Senaf Wakuma.

## Palmarès
| Compétitions nationales | Compétitions internationales                                                        |
| --- | ----------------------------------------------------------------------------------- |
| - Championnat d'Éthiopie (7) : - Champion : 2013-2014, 2014-2015, 2020-2021, 2021-2022, 2022-2023, 2023-2024, 2024-2025. - Vice-champion : 2012, 2015-2016, 2016-2017, 2017-2018 et 2018-2019 - Coupe d'Éthiopie (2) : - Vainqueur : 2012 et 2012-2013. - Supercoupe d'Éthiopie (1) : - Vainqueur : 2012-2013 | - Ligue des champions du CECAFA (1) : - Vainqueur : 2024 - Finaliste : 2021 et 2023 |